# تپه‌های آبیل
مجموعه تپه‌های آبیل مربوط به سدهٔ ۴ تا ۹ ه.ق است و در شهرستان زابل، بخش میان کنگی، روستای آبیل واقع شده و این اثر در تاریخ ۷ مهر ۱۳۸۱ با شمارهٔ ثبت ۶۴۸۱ به‌عنوان یکی از آثار ملی ایران به ثبت رسیده است.